# Sint-Jacobskapel (Vragender)
De Sint-Jacobskapel in Vragender is een ruïne uit de 15e eeuw, bestaande uit een gedeelte van de westelijke travee met diagonale hoeksteunberen in de gemeente Oost Gelre in Nederland.

## Geschiedenis
De kapel werd gesticht halverwege de 15e eeuw, de kapel wordt vermeld in een akte uit 1444. De pastoor van Groenlo, Wessel van Cruce en Otto van Bronckhorst, de heer van Borculo tekenen dat jaar een overeenkomst over de kapel. De kapel meet een omvang van acht bij twintig meter. Het viel kerkelijk onder bisdom Münster. Lichtenvoorde werd in 1616 losgemaakt van de heerlijkheid Borculo. Voor Vragender betekende dat het tijdperk van de reformatie, de kapel kwam in het bezit van de protestanten en werd daarom gesloten. Tijdens het Beleg van Groenlo (1672) raakte de kapel beschadigd en verviel daarna tot een ruïne. Het was een miskapel, voor dopen, trouwen en overlijden moest men naar de parochiekerk te Groenlo. Tussen 1563 tot 1602 verwierf de kapel beperkte parochierechten. De geërfden van Vragender hebben het puin gebruikt voor wegenverbetering. Het kruisbeeld werd geschonken aan de Sint-Antonius van Paduakerk te Vragender. In 1983 werden de restanten geconsolideerd en als rijksmonument aangewezen.   